# Idiomysis tsurnamali
Idiomysis tsurnamali är en kräftdjursart som beskrevs av Mihai Bacescu 1973. Idiomysis tsurnamali ingår i släktet Idiomysis och familjen Mysidae. Inga underarter finns listade i Catalogue of Life.